# 清三通
清三通，即《皇朝文獻通考》、《皇朝通典》、《皇朝通志》三書，清朝亡後，改名《清朝通典》、《清朝通志》、《清朝文獻通考》。

## 編纂歷史
「清三通」是「續三通」的續作，體例大致沿襲杜佑《通典》、馬端臨《文獻通考》和鄭樵《通志》。其體例亦頗多變動，如《清通考》除仍沿襲《文獻通考》二十四門分類外，又加〈群廟〉、〈群祀〉兩考共二十六門。
《續文獻通考》、《續通典》、《續通志》、《皇朝文獻通考》、《皇朝通典》、《皇朝通志》六書原本規定同時成書，同時刊印。但「續三通」至乾隆四十七至四十九年（1782年—1784年）始刊印，「清三通」則延至乾隆五十一年至五十二年（1786年—1787年）間刊印。